# William R. Day

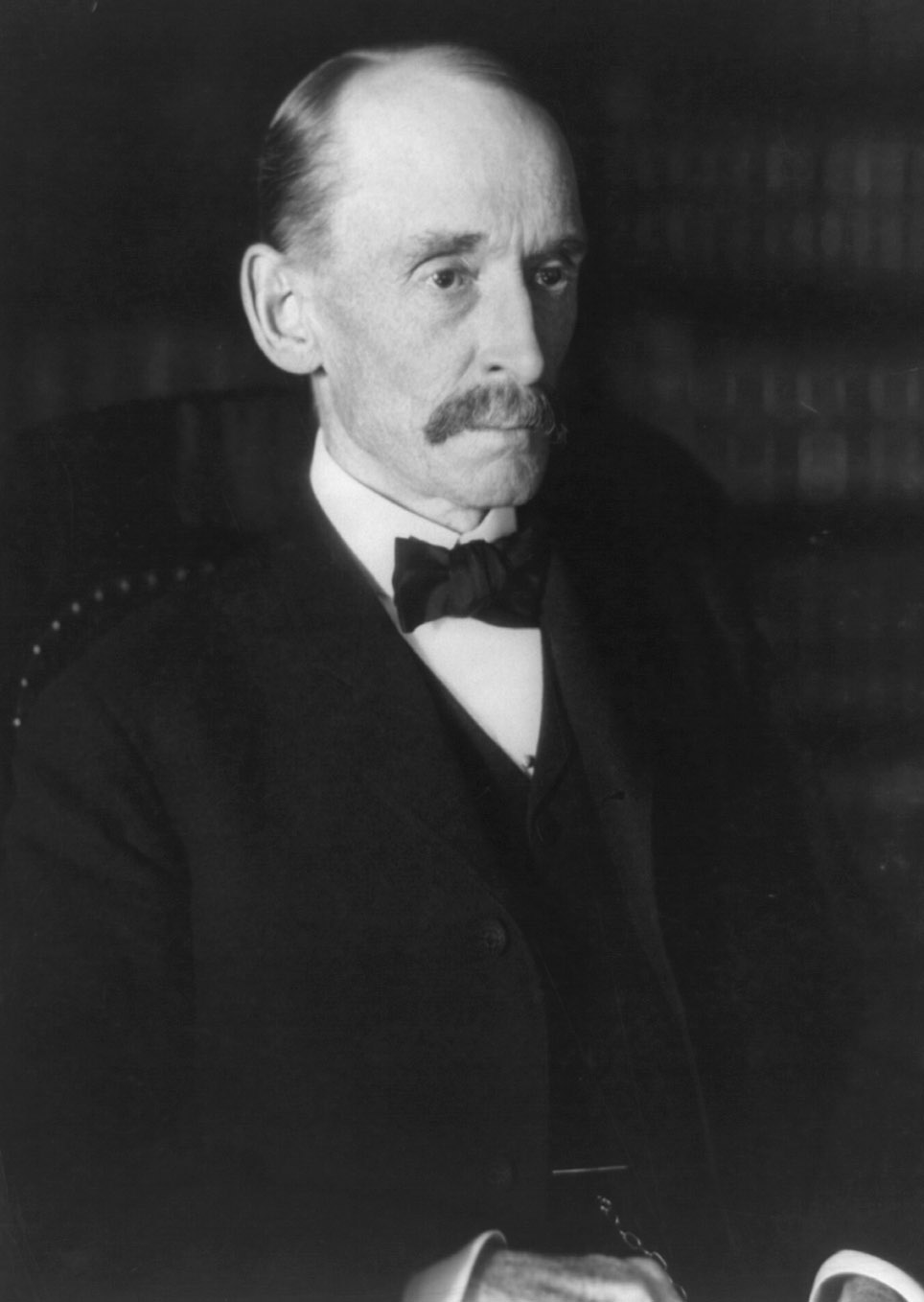
William R. Day

William Rufus Day, född 17 april 1849 i Ravenna, Ohio, USA, död 9 juli 1923 på Mackinac Island i Michigan, var en amerikansk republikansk politiker och jurist.
Han avlade sin grundexamen vid University of Michigan 1870 och fortsatte sedan med juridikstudier vid samma universitet. 1872 inledde han sin karriär som advokat i Canton, Ohio. Under tiden som advokat i Canton blev han också aktiv republikan.
Han blev god vän med William McKinley. Han var juridisk och politisk rådgivare åt McKinley i kampanjer till USA:s representanthus, guvernör och USA:s president. När McKinley blev president, utnämnde han Day till biträdande utrikesminister (Assistant Secretary of State, på den tiden nr. 2 på USA:s utrikesdepartement). När John Sherman inte visade sig vara tillräckligt effektiv som utrikesminister, blev Day utrikesminister i stället.
Day var utrikesminister, medan spansk-amerikanska kriget pågick. Days åsikt var att USA borde returnera de andra spanska kolonierna, inte Kuba, till Spanien men han accepterade McKinleys hårdare linje. Hans sista diplomatiska uppdrag var undertecknandet av fredsfördraget i Paris. McKinley utnämnde Day till domare i en federal appellationsdomstol och John Hay blev ny utrikesminister.
McKinley mördades 1901 och efterträdaren Theodore Roosevelt utnämnde Day till USA:s högsta domstol. Han tjänstgjorde som domare i högsta domstolen 1903–1922. Han misstrodde storföretag och röstade med domstolens antitrustmajoritet. Han gick i pension 1922 och avled året därpå. Hans grav finns på West Lawn Cemetery i Canton, Ohio.